# Dream With Me
Dream With Me est un cheval trotteur français, né le 21 juin 1991 et mort en 2001. Il s'illustra au trot monté dans les années 1990 en gagnant notamment deux éditions du Prix de Cornulier (1997-1998), considéré comme la plus grande course de la spécialité.

## Carrière de course
Dream With Me se qualifie au Croisé-Laroche le 12 avril 1994 en 1'18"5. Cheval assez tardif, il ne fait pas parler de lui jusqu'à l'âge de 4 ans. Il dispute alors des prix de série, à Vincennes et en province, et exclusivement à l'attelé. C'est donc une surprise de le voir débuter au trot monté directement dans le Prix du Président de la République, réservé à l'élite des 4 ans dans la discipline. Il ne pourra d'ailleurs s'y distinguer, étant disqualifié pour s'être mis au galop devant les tribunes. On ne le reverra au monté que plus d'un an plus tard, lorsqu'il tente sa chance dans le Prix de Normandie, où il prend une bonne quatrième place. Entre-temps, il aura écumé les prix de série à Vincennes et en province, mais en montant de catégorie, puisqu'il termine troisième du Prix Jockey et participe, sans succès, au Critérium des 5 ans et changé d'entraîneur, puisque, dans la foulée du Prix Jockey, Jean-Pierre Dubois le confie à Alain Roussel, spécialiste du trot monté. Après une cinquième place dans le Prix des Élites, Dream With Me enchaîne les victoires, dont deux semi-classiques, confirmant son aisance sous la selle, et se voit couronné d'un premier Prix de Cornulier en 1997. Par la suite, s'il dispute encore quelques courses attelées, c'est surtout au monté qu'il construit son palmarès, enlevant un second Cornulier consécutif en 1998. Et, profitant de sa forme, il fait une incursion gagnante à l'attelé en s'adjugeant le Prix de Paris. Il courra encore plusieurs fois dans l'année, avant qu'une blessure l'empêche de participer au meeting d'hiver 1998-1999, et l'oblige à mettre un terme à sa carrière. Il n'aura pas le temps de se mettre en évidence au haras puisqu'il meurt à 10 ans, en 2001.

## Palmarès

### Attelé
- Prix de Paris (Gr.1, 1998)
- 3e Prix Jockey (Gr.2, 1996)

### Monté
- Prix de Cornulier (Gr.1, 1997, 1998)
- Prix des Centaures (Gr.1, 1997)
- Prix Edmond Henry (Gr.2, 1996)
- Prix Joseph-Lafosse (Gr.2, 1996)
- Prix Jules Lemonnier (Gr.2, 1996)
- Prix Camille Lepecq (Gr.2, 1997, 1998)
- Prix Reynolds (Gr.2, 1997)
- Prix du Calvados (Gr.2, 1998)
- Prix Théophile Lallouet (Gr.2, 1998)
- 2e Prix Georges Dreux (Gr.2, 1996)

## Origines
| Origines de Dream With Me, mâle, alezan. | Origines de Dream With Me, mâle, alezan. | Origines de Dream With Me, mâle, alezan. | Origines de Dream With Me, mâle, alezan. |
| ---------------------------------------- | ---------------------------------------- | ---------------------------------------- | ---------------------------------------- |
| Père Tarass Boulba (US)                  | Speedy Somolli (US)                      | Speedy Crown (US)                        | Speedy Scot (US)                         |
| Père Tarass Boulba (US)                  | Speedy Somolli (US)                      | Speedy Crown (US)                        | Missile Toe (US)                         |
| Père Tarass Boulba (US)                  | Speedy Somolli (US)                      | Somolli                                  | Star's Pride (US)                        |
| Père Tarass Boulba (US)                  | Speedy Somolli (US)                      | Somolli                                  | Laurita Hanover                          |
| Père Tarass Boulba (US)                  | Idie                                     | Valmont                                  | Fandango                                 |
| Père Tarass Boulba (US)                  | Idie                                     | Valmont                                  | Narquoise R V                            |
| Père Tarass Boulba (US)                  | Idie                                     | Tarentelle IV                            | Vermont                                  |
| Père Tarass Boulba (US)                  | Idie                                     | Tarentelle IV                            | Miss L                                   |
| Mère Rangone                             | High Echelon                             | Patara                                   | Gutemberg A                              |
| Mère Rangone                             | High Echelon                             | Patara                                   | Francette                                |
| Mère Rangone                             | High Echelon                             | Spézia                                   | Dubonnet                                 |
| Mère Rangone                             | High Echelon                             | Spézia                                   | Kiss Williams                            |
| Mère Rangone                             | Dourga II                                | Seddouk                                  | Carioca II                               |
| Mère Rangone                             | Dourga II                                | Seddouk                                  | Arlette III                              |
| Mère Rangone                             | Dourga II                                | Romée                                    | Lucky Williams                           |
| Mère Rangone                             | Dourga II                                | Romée                                    | Estimauville                             |